# Чёрный голубь
Чёрный го́лубь (лат. Columba janthina) — островной вид голубей, населяет леса от юга острова Хонсю до архипелага Рюкю, а также на юге Нампо в Тихом океане. Голубь почти чёрного цвета с металлическим блеском, от пурпурного на голове до зеленоватого цвета на шее, груди и спине.
Гнездится в нише деревьев, скал и развилке ветвей, в гнезде всего одно яйцо.

## Охрана
Номинативный подвид Columba janthina janthina уже считается редким в Японии. Южный подвид Columba janthina stejnegeri гнездится лишь на островах Исигаки, Ириомоте и Йонагуни (на юге архипелага Рюкю), находится под угрозой исчезновения и с 1972 года взят под защиту законом. Третий подвид Columba janthina nitens с красноватым оттенком оперения головы сохранился только на нескольких островах в группах Огасавара (Бонин) и Кадзан (Волкано) в Океании. Он объявлен памятником природы Японии.

## Подвиды
Международный союз орнитологов выделяет три подвида:
- C. j. janthina
- C. j. nitens
- C. j. stejnegeri